# Kadenang Ginto
Kadenang Ginto je filipínský televizní seriál vysílaný na stanici ABS-CBN od 8. října 2018 do 7. února 2020. Hlavní role ztvárnili Francine Diaz, Andrea Brillantes, Beauty Gonzalez, Albert Martinez, Dimples Romana, Adrian Alandy a Richard Yap.

## Obsazení
| Francine Diaz     | Cassandra „Cassie“ A. Mondragon |
| Andrea Brillantes | Margaret „Marga“ M. Bartolome   |
| Beauty Gonzalez   | Romina Andrada-Mondragon        |
| Albert Martinez   | Roberto „Robert“ Mondragon      |
| Dimples Romana    | Daniela Mondragon-Bartolome     |
| Adrian Alandy     | Carlos Bartolome                |
| Richard Yap       | Leonardo „Leon“ Herrera         |